# Enhanced Data Rates for GSM Evolution
EDGE es el acrónimo para Enhanced Data Rates for GSM Evolution (tasas de Datos Mejoradas para la Evolución del GSM) y también conocida como Enhanced GPRS (EGPRS) o GPRS Mejorado.
Es una tecnología de telefonía móvil celular, que actúa como puente entre las redes 2G y 3G. EDGE se considera una evolución del GPRS (General Packet Radio Service). Esta tecnología funciona con redes GSM (Global System for Mobile communications). Aunque EDGE funciona con cualquier GSM que tenga implementado GPRS, el operador debe implementar las actualizaciones necesarias, actualmente todos los teléfonos móviles soportan esta tecnología.
EDGE, o EGPRS, puede ser usado en cualquier transferencia de datos basada en conmutación por paquetes (Packet Switched), como lo es la conexión a Internet. Los beneficios de EDGE sobre GPRS se pueden ver en las aplicaciones que requieren una velocidad de transferencia de datos, o ancho de banda altos, como video u otros servicios multimedia.
Además de usar GMSK (Gaussian Minimum-Shift Keying), EDGE usa 8PSK (8 Phase Shift Keying) para los cinco niveles superiores de nueve esquemas totales de modulación y codificación. En los cuatro primeros niveles se utiliza GPRS propiamente dicho. La utilización de 8PSK produce una palabra de 3 bits por cada cambio en la fase de la portadora. Con esto se triplica el ancho de banda disponible que brinda GSM. El nivel del esquema que se utilice para transmitir depende de la relación C/I (portadora/interferente), el cual será más alto cuanto más grande sea el valor de C/I. Al igual que GPRS, EDGE usa un algoritmo de adaptación de tasas, que adapta el esquema de modulación y codificación (MCS) usado para la calidad del canal de radio y así el índice binario (bit rate) y la robustez de la transmisión de datos. EDGE agrega una nueva tecnología que no se encuentra en GPRS, la Redundancia Incremental, la cual, en vez de retransmitir los paquetes de información alterados, envía más información redundante que se combina en el receptor, lo cual incrementa la probabilidad de decodificación correcta.
EDGE puede alcanzar una velocidad de transmisión de 384 Kbps en modo de paquetes, con lo cual cumple los requisitos de la Unión Internacional de Telecomunicaciones (UIT o ITU) para una red 3G, también ha sido aceptado por la ITU como parte de IMT-2000, de la familia de estándares 3G. También mejora el modo de circuitos de datos llamado HSCSD, aumentando el ancho de banda para el servicio. EDGE fue estrenado en las redes GSM de Estados Unidos en el año 2003.
Aunque la tecnología UMTS es de mayor capacidad de transferencia y cronológicamente más reciente, sus altos costes de implementación y poco apoyo, hacen que una buena cantidad de operadores de telefonía móvil celular tengan implementada la tecnología EDGE, dominando el mercado global de las comunicaciones GSM/GPRS.
Para la implementación de EDGE por parte de un operador, la red principal, o core network, no necesita ser modificada, sin embargo, las estaciones base, BTS, sí deben serlo. Se deben instalar tranceptores compatibles con EDGE, además de nuevos terminales (teléfonos) y un software que pueda decodificar/codificar los nuevos esquemas de modulación.
La definición de EDGE, si es de 2G o 3G, depende de su implementación. Mientras la Clase 3 e inferiores, claramente no son 3G, la Clase 4 y superiores presentan un ancho de banda superior a otras tecnologías consideradas 3G (como 1xRTT). En Clase 10, con un ancho de banda superior a 230 Kbps, EDGE logra trascender las definiciones comunes de 2G y 3G.

## Tecnología
se implementa como una mejora de bolt-on de 2,5 G GSM/GPRS, por lo que es más fácil para los actuales operadores de GSM para actualizar a la misma. EDGE es un superconjunto de GPRS y puede funcionar en cualquier red con GPRS desplegado en ella, siempre y cuando el transportista implementa la actualización necesaria.
EDGE no requiere ningún cambio de hardware o software que se hizo en las redes GSM básicos. Para que EDGE sea compatible, en las unidades transceptoras debe estar instalado y el subsistema de estación base tiene que ser actualizado para soportar EDGE. Si el operador tiene ya en este lugar, que a menudo es el caso hoy en día, la red se puede actualizar a EDGE mediante la activación de una función de software opcional. La última actualización es esta tecnología es compatible con todos los principales fabricantes de chips para redes GSM y WCDMA/HSPA.